# Ranunculus cheirophyllus
Ranunculus cheirophyllus là một loài thực vật có hoa trong họ Mao lương. Loài này được Hayata miêu tả khoa học đầu tiên năm 1913.